# Robert C. Martin
Robert Cecil Martin (ur. 5 grudnia 1952) – amerykański programista i autor wielu książek dotyczących inżynierii oprogramowania. Zwany w środowisku programistów jako „wujek Bob”. Zaproponował szeroko przyjęty mnemonik na pięć podstawowych założeń programowania obiektowego – SOLID.

## Publikacje
Oryginalne edycje:
- 1995. Designing Object-Oriented C++ Applications Using the Booch Method. Prentice Hall. ISBN 978-0132038379.
- 2002. Agile Software Development, Principles, Patterns, and Practices. Pearson. ISBN 978-0135974445.
- 2009. Clean Code: A Handbook of Agile Software Craftsmanship. Prentice Hall. ISBN 978-0132350884.
- 2011. The Clean Coder: A Code Of Conduct For Professional Programmers. Prentice Hall. ISBN 978-0137081073.
- 2017. Clean Architecture: A Craftsman’s Guide to Software Structure and Design. Prentice Hall. ISBN 978-0134494166.
- 2019. Clean Agile: Back to Basics. Prentice Hall. ISBN 978-0135781869.
- 2021. Clean Craftsmanship: Disciplines, Standards, and Ethics. Addison-Wesley Professional. ISBN 978-0136915805.

Polskie przekłady:
- 2010. Czysty kod. Podręcznik dobrego programisty. Helion. ISBN 978-83-283-0234-1.
- 2013. Mistrz czystego kodu. Kodeks postępowania profesjonalnych programistów. Helion. ISBN 978-83-283-3131-0.
- 2015. Zwinne wytwarzanie oprogramowania: najlepsze zasady, wzorce i praktyki. Helion. ISBN 978-83-246-9682-6.
- 2018. Czysta architektura. Struktura i design oprogramowania. Przewodnik dla profesjonalistów. Helion. ISBN 978-83-283-4225-5.
- 2022. Rzemiosło w czystej formie. Standardy i etyka rzetelnych programistów. Helion. ISBN 978-83-283-9056-0